# Sablons (Gironda)
Sablons è un comune francese di 1 317 abitanti situato nel dipartimento della Gironda nella regione della Nuova Aquitania.

## Società

### Evoluzione demografica
Abitanti censiti